# Río Cetina

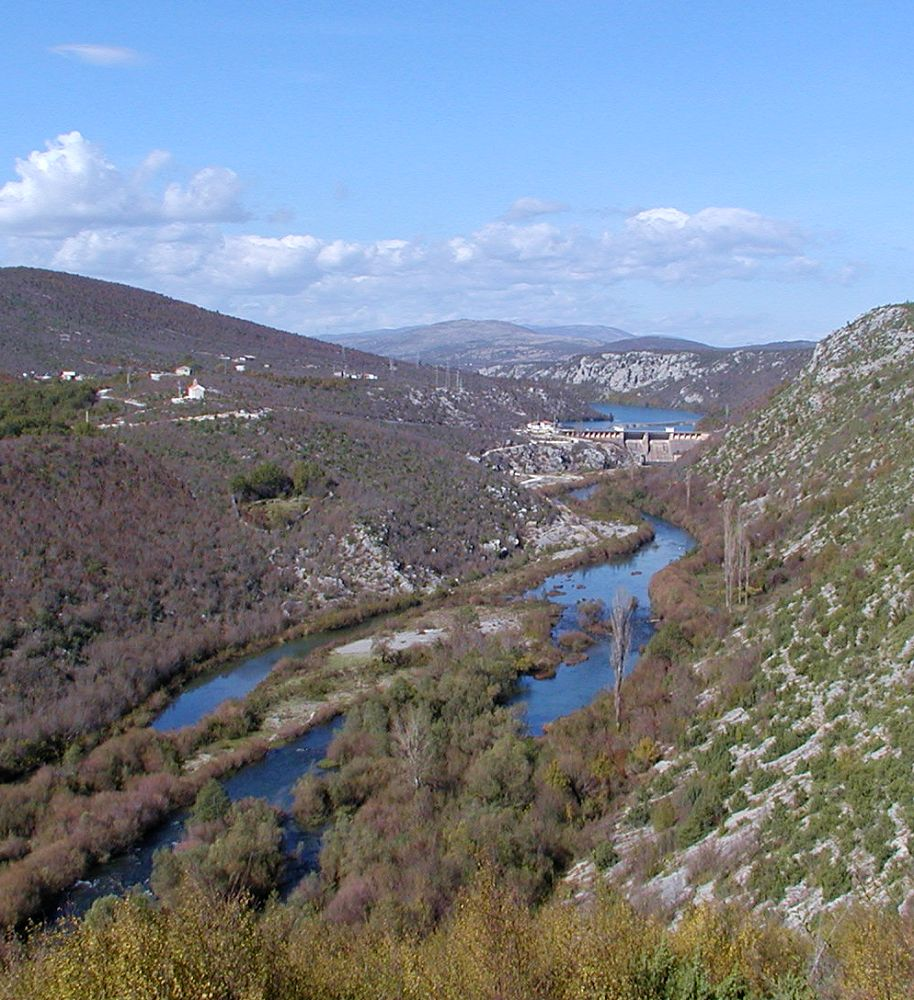
Una de las presas.

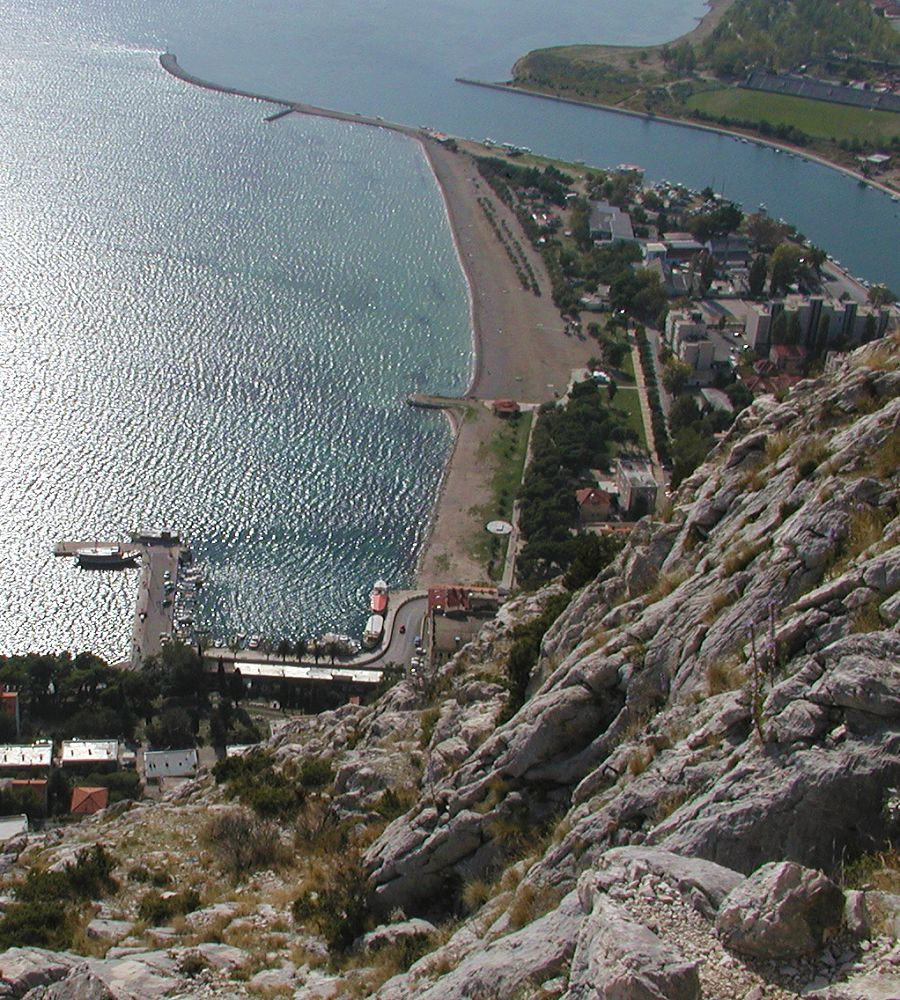
Desembocadura del río Cetina en Omiš).

El río Cetina es un corto río costero del sur de Croacia. Su longitud total es de 105 km, y su cuenca hidrográfica de 3700 km². Desciende desde una altitud de 385 m s. n. m., desembocando en el mar Adriático.

## Geografía y geología

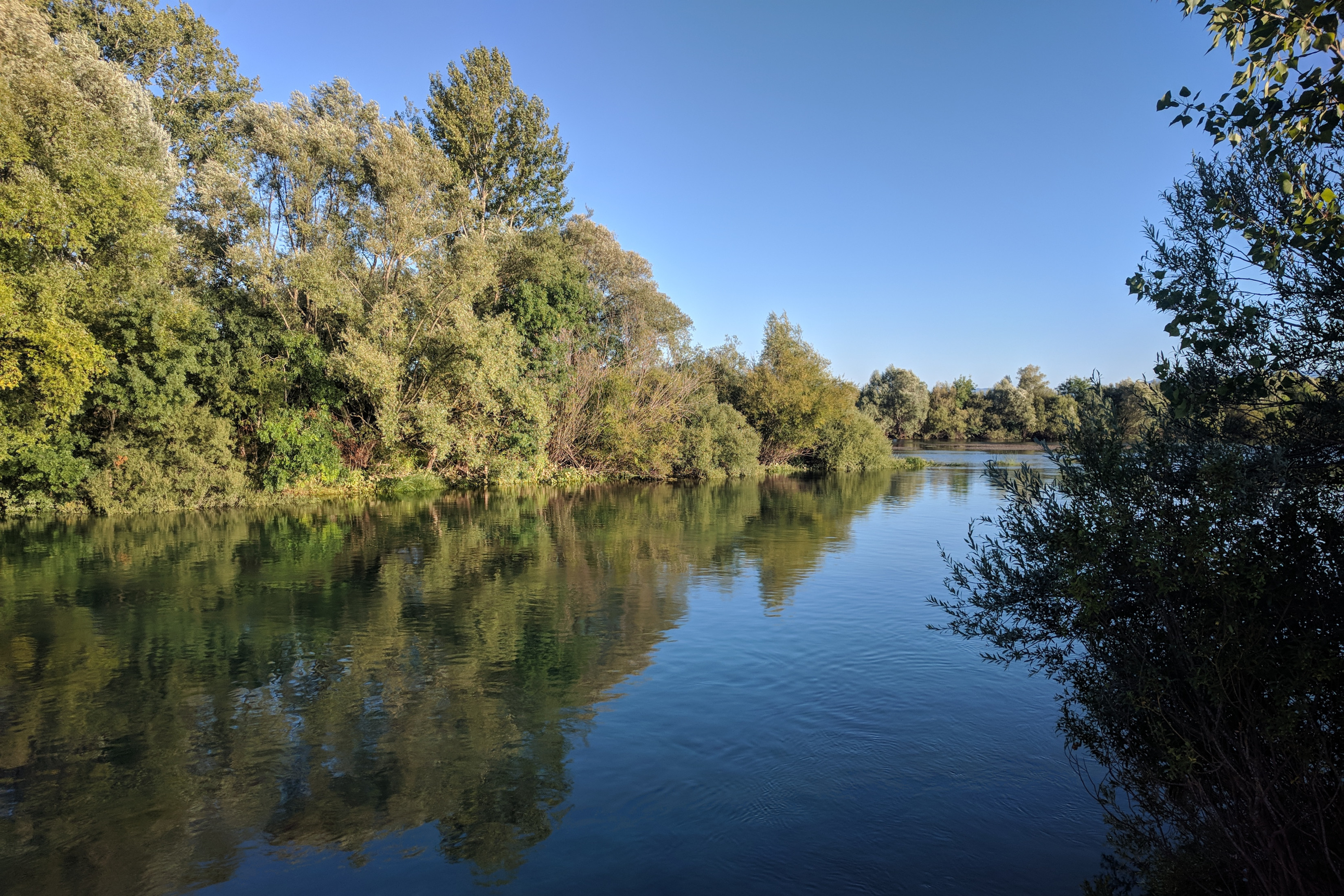
Río Cetina cerca de Sinj

Las fuentes del Cetina se encuentran en las faldas noroccidentales de Dinara. Surge de un manantial en Milasevo cerca de un pueblo llamado Cetina, situado 7 km al norte de Vrlika, y fluye durante 105 km hasta llegar al mar Adriático.
Cerca de Vrlika, alcanza un gran lago artificial, el lago Peruča, creado por la presa del mismo nombre. El Cetina pasa por la zona baja del campo kárstico de Sinj a través de la ciudad homónima. Después continúa hacia el este, por la ciudad de Trilj y luego vuelve hacia el oeste rodeando la montaña Mosor, antes de llegar al Adriático en la ciudad de Omiš.
La relativamente importante caída del Cetina se ha utilizado para crear importantes centrales hidroeléctricas. El agua del río se embotella con la marca Cetina.
La cuenca del río tiene unos 12 000 km² y el caudal medio anual de alrededor de 105 m³/s como consecuencia de un promedio anual de precipitaciones de 1380 mm.
Limitado al este por los Alpes Dináricos, que ascienden a una altitud de 2000 m s. n. m. y por el noroeste por la montaña Svilaja, la mayoría de los sedimentos son calcáreos del período cretácico. El río también arrastra algunas piedras de las eras triásica y jurásica. La geología de karst que subyace controla el aluvión con una serie de depresiones separadas por riscos.